# Campionat del Món de Clubs de futbol 2006
El Campionat del Món de Clubs de la FIFA 2006 és una competició de futbol que es va celebrar al Japó entre els dies 10 i 17 de desembre de 2006, i que va guanyar el Sport Club Internacional de Porto Alegre (Brasil).
Els equips de futbol que resulten campions a cadascuna de les sis confederacions de la FIFA juguen un torneig amb eliminatòries a partit únic. Els partits de quarts de final enfronten els equips de la Confederació Asiàtica de Futbol (AFC), la Confederació Africana de Futbol (CAF), la CONCACAF i la Confederació de Futbol d'Oceania. Els campions dels tornejos de la UEFA i la Confederació Sudamericana de Futbol (CONMEBOL) passen directament a les semifinals. Els perdedors dels quarts de final es juguen el cinquè lloc, mentre que els perdedors de les semifinals es juguen el tercer lloc.

## Equips classificats
Els següents equips es van classificar per al torneig durant el 2006:
| Jeonbuk Hyundai Motors   | guanyadors de la Lliga de Campions 2006 de la Confederació Asiàtica de Futbol           |
| FC Barcelona             | guanyadors de la Lliga de Campions 2005-2006 de la UEFA                                 |
| Club América             | guanyadors de la Copa de Campions 2006 de la CONCACAF                                   |
| Al-Ahly El Caire         | guanyadors de la Lliga de Campions 2006 de la Confederació Africana de Futbol           |
| Sport Club Internacional | guanyadors de la Copa Libertadores 2006 de la Confederació Sudamericana de Futbol       |
| Auckland City FC         | guanyadors del Campionat de Clubs d'Oceania 2006 de la Confederació de Futbol d'Oceania |

## Resultats

### Quarts de final
- 10-12-2006 (Toyota Stadium: 29.992): Auckland City 0–2 Al-Ahly (Flávio 51', Aboutrika 73' )
- 11-12-2006 (Tokyo National Stadium: 34.197): Jeonbuk Hyundai Motors 0–1 Club América (Rojas 79' )

### Semifinals
- 13-12-2006 (Tokyo National Stadium: 33.690): Al-Ahly 1–2 Internacional (Flávio 54'; Pato 23', Luiz Adriano 72' )
- 14-12-2006 (International Stadium Yokohama: 62.136): Club América 0–4 FC Barcelona (Guðjohnsen 11', Márquez 30', Ronaldinho 65', Deco 85' )

### Cinquè lloc
- 15-12-2006 (Tokyo National Stadium: 23.258): Auckland City 0–3 Jeonbuk Hyundai Motors (Lee 17', Kim 31', Zecarlo 73' p.)

### Tercer lloc
- 17-12-2006 (International Stadium Yokohama:): Al-Ahly 2-1 Club América (Aboutrika 42', 79', Cabañas 59' )

### Final
- 17-12-2006 (International Stadium Yokohama: 67.128): Internacional 1-0 FC Barcelona (Adriano 82' )

## Golejadors
3 Gols
- Mohamed Aboutreika (Al-Ahly)

2 Gols
- Flávio Amado (Al-Ahly)

1 Gol
- Adriano (Internacional)
- Luiz Adriano (Internacional)
- Salvador Cabañas (Club América)
- Ricardo Francisco Rojas (Club América)
- Deco (FC Barcelona)
- Eiður Smári Guðjohnsen (FC Barcelona)
- Rafael Márquez (FC Barcelona)
- Ronaldinho (FC Barcelona)
- Alexandre Pato (Internacional)
- Kim Hyeung-Bum (Jeonbuk)
- Lee Hyun-Seung (Jeonbuk)
- Zé Carlo (Jeonbuk)